# ヴォルフガング・ベッカー
ヴォルフガング・ベッカー（Wolfgang Becker, 1954年 - 2024年12月12日）は、ドイツ出身の映画監督・脚本家。

## 略歴
ベルリン自由大学で歴史などを学び、さらにGerman Film & Television Academyで映像制作を学ぶ。卒業制作作品"Schmetterlinge"で高い評価を得る。
卒業後にはフリーのカメラマンとしても活躍。日本では『グッバイ、レーニン!』で知られている。
2024年12月12日に病気により死去。70歳没。

## 主な監督作品
- グッバイ、レーニン! Good Bye Lenin! (2003)
- 僕とカミンスキーの旅 Ich und Kaminski (2015) [2]

## 俳優としての出演作品
- わが教え子、ヒトラー (2008)